# Paul Deliège
Paul Deliège (Olne, 21 januari 1931 - Luik, 7 juli 2005) was een Belgische stripauteur, onder andere van de stripreeksen Jaap en De Krobbels voor het tijdschrift Robbedoes

## Biografie
In 1955 publiceerde Deliège zijn eerste strips Félicien et les Romanis and Le Père Bricole in het Belgische dagblad Le Soir. In 1958 trad hij in dienst bij Dupuis, waar hij zich vooral bezig hield met het letteren van de Vlaamse editie van het tijdschrift Robbedoes. In hetzelfde jaar publiceerde hij ook al zijn eerste strip in Robbedoes met zijn eerder bedacht stripfiguur Félicien. Van 1960 tot 1962 maakte hij de stripreeks Théophile et Philibert, waarvan de laatste twee verhalen werden geschreven door Vicq. Voor Robbedoes maakte hij mini-boekjes, vanaf 1961 onder andere met verhaaltjes van Jaap, een gevangene die op allerlei manieren uit de gevangenis probeert te ontsnappen. De verhaaltjes werden geschreven door Maurice Rosy.
Deliège schreef zelf ook scenario's voor andere tekenaars als Raymond Macherot, Louis Salvérius, Noël Bissot en Mittéï. Met Arthur Piroton maakte hij vanaf 1968 de stripreeks De Krobbels onder het gezamenlijk pseudoniem "Max Ariane". Deliège continueerde zijn meest populaire strip Jaap tot zijn pensioen in 1996. In de laatste aflevering van de strip liet hij Jaap eindelijk vrij.